# 伊斯廷德峰
72°6′S 2°23′W / 72.100°S 2.383°W
伊斯廷德峰（德語：Istind），是南極洲的山峰，位於毛德皇后地的瑪塔公主海岸，處於廷德克利帕峰以南1.6公里，屬於阿爾曼嶺的一部分，由德國探險隊拍攝空中照片，現時由南極條約體系管理。